# Pistolet Walther TPH
Walther TPH (Taschenpistole mit Hahn niem.  pistolet kieszonkowy z kurkiem) – niemiecki, kieszonkowy pistolet samopowtarzalny.

## Historia
W 1961 roku firma Fritza Walthera rozpoczęła produkcję pistoletu Walther TP. Była to zmodyfikowana wersja przedwojennego pistoletu Walther Model 9. Walther TP sprzedawał się słabo i w rezultacie podjęto decyzję o opracowaniu nowego pistoletu kieszonkowego o konstrukcji zbliżonej do pistoletu Walther PP. Produkcję pistoletu nazwanego TPH rozpoczęto w 1969 roku. Ponieważ w USA obowiązuje prawo ograniczające import pistoletów o małych rozmiarach licencyjna produkcję Walthera TPH uruchomiono także w firmie Interarms. Początkowo produkowana była wersja kalibru 6,35 mm Browning, później dostępne stały się także pistolety zasilane amunicją .22 LR.

## Opis
Walther TPH kalibru 6,35 mm jest bronią reprezentatywną dla ostatniej generacji typowo europejskiej broni kieszonkowej oraz indywidualną bronią samopowtarzalną. Zasada działania oparta na odrzucie zamka swobodnego. Po wystrzeleniu ostatniego naboju zamek zatrzymuje się w tylnym położeniu. Pistolet posiada zewnętrzny bezpiecznik nastawny, jego skrzydełko znajduje się po lewej stronie zamka. Kurkowy mechanizm spustowy SA/DA umożliwia strzelanie ogniem pojedynczym. Otwarte przyrządy celownicze składają się z muszki i szczerbinki. Pistolet zasilany jest z magazynków pudełkowych o pojemności 6 naboi.